# Tortula cruegeri
Tortula cruegeri là một loài Rêu trong họ Pottiaceae. Loài này được (Sond. ex Müll. Hal.) Mitt. miêu tả khoa học đầu tiên năm 1869.